# Укіяз
Укія́з (рос. Укияз, башк. Уҡыяҙ) — присілок у складі Шаранського району Башкортостану, Росія. Входить до складу Дютюлинської сільської ради.
Населення — 13 осіб (2010; 16 у 2002).
Національний склад:
- чуваші — 87 %